# Allogalathea babai
Galathée Baba des crinoïdes
Allogalathea babai
Espèce
Répartition géographique
Statut de conservation UICN

 NE  : Non évalué
Allogalathea babai est une espèce de petits crustacés décapodes de la famille des galathées. Elle est plus communément appelée Galathée Baba des Crinoïdes du fait qu'elle est inféodée aux comatules, hôtes dans lesquels elle trouve abri et nourriture.
L'espèce a été décrite en 2011 par Patricia Cabezas, Enrique Macpherson  et Annie Machordom. Avant ça, le genre Allogalathea était considéré comme monospécifique et ne comportait que l'espèce Allogalathea elegans . Depuis cette révision en 2011, le genre comporte 4 espèces distinctes et valides dont Allogalathea babai.

## Description
Allogalathea babai est une petite galathée dont la longueur ne dépasse pas 9 mm. Les péréiopodes, bordés de brun, sont dotés de longues pinces bordées de jaune et recouvertes de poils. Ces dernières sont presque aussi grandes que le corps. Les trois paires de pattes sont, quant à elles, totalement glabres. Le corps est en forme de goutte d'eau aplatie. L’abdomen à l’arrière, est replié sous le corps. De petites rides transversales sont présentes sur le céphalothorax qui porte de petites épines, de chaque côté, sur sa marge latérale.
Les yeux, pédonculés, sont positionnés de chaque côté du rostre. Ce dernier est triangulaire, pointu, très développé, et porte de petites épines sur les bords.
La couleur de Allogalathea babai est très variable. Elle est généralement semblable à celle de la Comatule qu'elle a choisie pour hôte et dans laquelle elle vit. Sa couleur peut donc aller du blanc au brun, en passant par le jaune ou le rouge. Néanmoins, elle présente la plupart du temps une large bande centrale et longitudinale plus claire, bordée de sombre (brun à noir) qui va du rostre jusqu'au telson. Cependant, ces bandes ne sont pas présentes sur les individus rouges vivant sur des crinoïdes de couleur homogène.

## Répartition géographique
Allogalathea babai est présente dans l'ouest de l'océan Pacifique, de l'Indonésie à la Polynésie française et du sud du Japon à l'Australie et la Nouvelle-Calédonie,,.

## Habitat
L'espèce Allogalathea babai est commensale des comatules dans lesquelles elle trouve refuge et nourriture. Cette galathée se rencontre donc exclusivement dans les comatules se situant dans des fonds rocheux ou coralliens, entre 10 et 48 m de profondeur, en particulier Anneissia bennetti. Elle loge généralement à la base des bras de la comatule ou entre les cirres, ce qui la rend difficile à apercevoir. Elle est néanmoins plutôt commune pour qui observe les comatules de près.

## Alimentation
Allogalathea babai se nourrit du plancton, des détritus organiques et des micro-parasites qui  parasitent son hôte, et des petits invertébrés qui se prennent dans les bras de ce dernier.

## Reproduction
Allogalathea babai est une espèce gonochorique, c'est-à-dire qu'il existe des individus mâles et des individus femelles. Le mâle est généralement plus petit que la femelle. La reproduction est sexuée. Les œufs fécondés sont portés par la femelle. Ces derniers sont agglomérés par un mucus et  maintenus par l’abdomen sur la face ventrale, entre les pléopodes, jusqu'à éclosion. Les larves sont planctoniques et s'installent sur leur hôte après plusieurs mues.

## Comportement
Allogalathea babai est une espèce paisible, restant la plupart du temps dissimulée dans sa comatule, ce qui rend son observation parfois difficile.

## Origine des noms

### Origine du nom scientifique
Origine du nom scientifique : 
- Allogalathea : le nom vient de deux termes en grec ancien, ἄλλος (allos) signifiant « autre » ou « différent », et Γαλάτεια  (Galáteia), littéralement « Galatée », du nom d'une Néréide (nymphe marine) issue de la mythologie grecque.

- babai : Ce nom a été donné à l'espèce en hommage au Dr Keiji Baba de l'Université de Kumamoto au Japon, qui a décrit le genre Allogalathea en 1969 [8].

### Origine du nom français
Galathée Baba : francisation du nom scientifique  
des crinoïdes : l'espèce est nommée ainsi car elle vit dans des crinoïdes qu'elle prend pour hôte et dans lesquelles elle trouve abri et nourriture.

## Espèces ressemblantes
Les différentes espèces du genre Allogalathea se différencient des autres galathées par la forme triangulaire, longue et pointue de leur rostre. Ce genre compte quatre espèces différentes mais comportant de grandes ressemblances:
- Allogalathea elegans est une espèce très proche de Allogalathea babai, qui vit elle aussi dans les comatules. Elle s'en différencie par la présence de 2 bandes claires sur le dos, alors que Allogalathea babai n'en dispose que d'une seule, beaucoup plus large . Sa distribution géographique est également plus vaste et s'étend de la mer Rouge à l'Indonésie.

- Allogalathea inermis a un rostre plus court que celui de Allogalathea babai. Sa couleur va du rouge au brun, et peut être uniforme ou présenter deux lignes claires sur le dos ou encore une alternance de lignes claires et sombres. Ses pattes, de couleur uniforme, sont jaunes, brunes ou rouges. Cette espèce, présente dans l'indo-pacifique, vit dans des crinoïdes entre 44 et 120 m. de profondeur.

- Allogalathea longimana présente une ligne médiane brune sur le dos, entourée d'une alternance de lignes brunes, jaunes ou blanches. Les pinces sont proportionnellement bien plus longues que chez les autres galathées. Elle est présente en Australie, aux Philippines et au Japon à des profondeurs comprises entre 36 et 194 m.